# Marina City

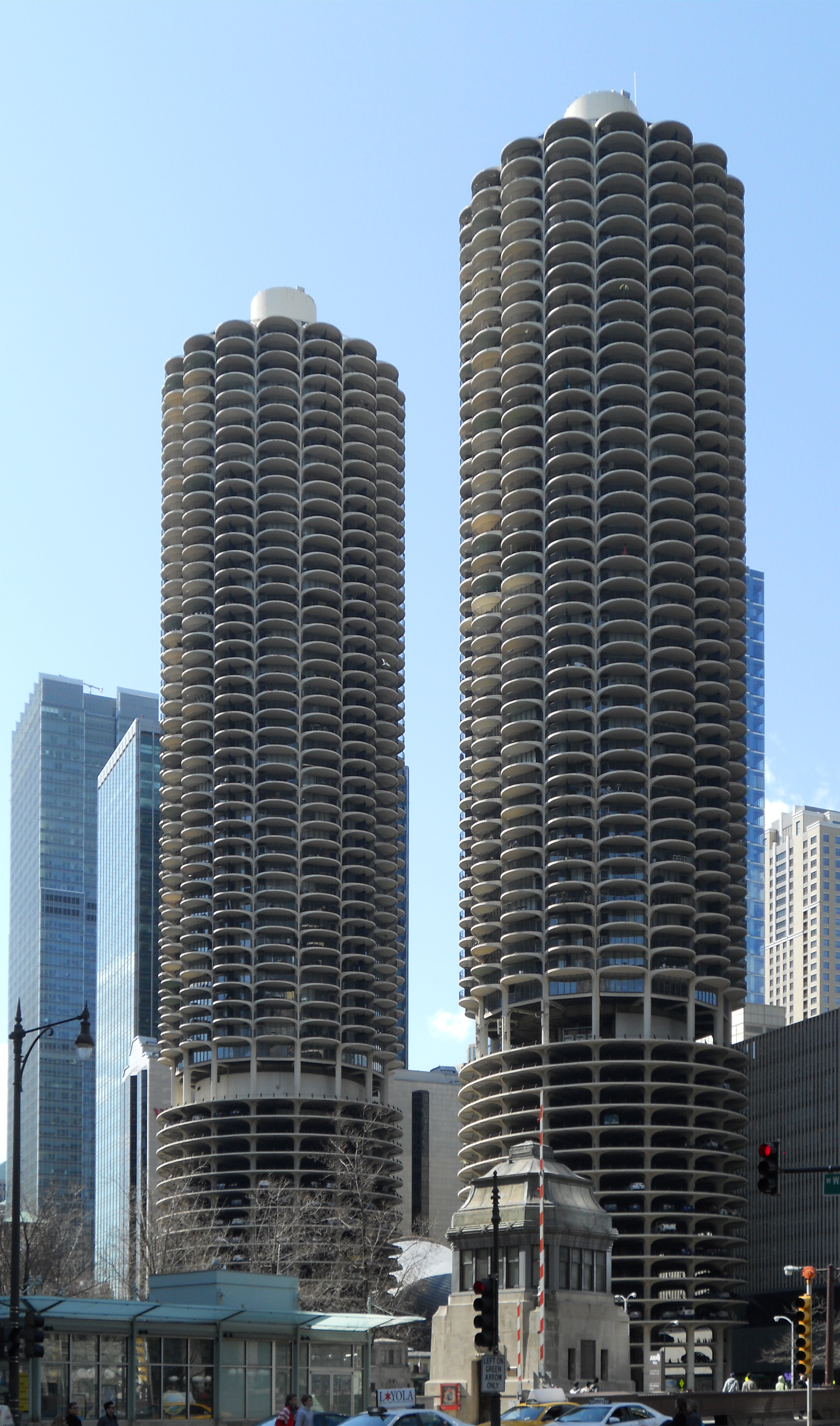
Marina City

Marina City ist ein Wohn- und Geschäftskomplex, der einen ganzen Straßenblock der US-amerikanischen Stadt Chicago einnimmt.
Die jeweils 179,2 Meter hohen Zwillingstürme werden als zwei der bekanntesten Bauwerke Chicagos aufgrund ihres äußeren Erscheinungsbildes „Maiskolben“ (corn cobs) genannt.

## Architektur
Der architektonisch auffälligste Teil der Marina City sind zwei 61-stöckige hohe Wohntürme, die identisch aufgebaut sind.
Die unteren 19 Stockwerke bilden ein spiralförmiges Parkhaus mit 896 Parkplätzen pro Gebäude. Hier werden gern spektakuläre Actionszenen für Kino- und TV-Filme gedreht. Eine der außergewöhnlichsten Szenen stammt aus dem Film The Hunter aus dem Jahr 1980, wo bei einer Verfolgungsjagd ein Auto von einer der oberen Parkhausetagen in den Chicago River stürzt.
Im 20. Stockwerk befindet sich eine Wäscherei mit Panoramablick. Die Anlage enthält 900 Wohnungen, die sich jeweils in den Stockwerken 21 bis 60 der beiden Türme befinden. Auf dem 61. und obersten Stockwerk hat man einen Rundblick in alle Richtungen.
Alle Geschosse sind radial um einen zentralen Versorgungskern, das konstruktive Rückgrat, angeordnet. Beim Bau der Türme wurden alle Geschosse vom zentralen Kern aus stufenweise errichtet. Die zylindrische Form der Türme verringert den Winddruck, bringt aber auch Energieverlust und Wärmebrücken mit sich. Außerdem standen sie im starken Kontrast zu der zeitgenössischen Architektur, die geradlinige und rechtwinklige Wohngebäude bevorzugte. Die Gebäude waren eine der ersten, die in Gleitbauweise errichtet wurden.
Nach dem Vorbild der beiden Türme wurde 1972 der Augsburger Hotelturm erbaut, der in Augsburg ebenfalls „Maiskolben“ genannt wird.

## Geschichte
Die Marina City wurde 1959 als Stadt in der Stadt (Microcity) von dem Architekten Bertrand Goldberg geplant und 1964 vollendet. Dieses Projekt stellte der Entvölkerung der Stadtzentren gemischte Wohnkonzepte entgegen. Zu dem Komplex gehören daher auch ein Bürohochhaus, ein Theater und ein Bootssteg zum Chicago River sowie Grünanlagen und eine Eisbahn.
1959 waren die beiden Türme nicht nur die höchsten Wohngebäude, sondern auch die höchsten Stahlbetonbauten der Welt.